# Abacinace
Abacinace je způsob oslepení, kdy je odsouzenému podržen před očima rozžhavený předmět o velmi vysoké teplotě, například železný štít nebo kovový kotel (latinsky bacinus, odtud název techniky). Oslepení může být provedeno i jinou formou (odstraněním očí či očních víček, či použitím chemikálií).
Metoda byla známa již ve starověkém Řecku a naopak používána i v období středověku.
Kromě toho se abacinace objevuje i ve fiktivních dílech, například v Carově kurýrovi Julesa Verna nebo v písni „Angel of Death“ skupiny Slayer.